# Bazna
Bazna (in ungherese Bázna, in tedesco Baaßen) è un comune della Romania di 4058 abitanti, ubicato nel distretto di Sibiu, nella regione storica della Transilvania. 
Il comune è formato dall'unione di 3 villaggi: Bazna, Boian (Bohlensdorf), Velț (Wälzen).
Oggi Bazna è anche una località termale, conosciuta per le sue acque ricche di bromo e iodio.
Di particolare rilievo la chiesa fortificata, un Tempio evangelico costruito nel 1402 e fortificato nel 1506. Il complesso è stato più volte rimaneggiato: la chiesa ha avuto l'aggiunta di una volta nervata nel XVI secolo, mentre l'altare attuale, in stile barocco, venne aggiunto nella seconda metà del XVIII secolo, mentre quello originario era dotato di un grande polittico del 1410-1420, oggi conservato nel Museo Brukenthal di Sibiu. Le mura sono state ridotte a circa metà della loro altezza nel 1873, ma una parte di esse è stata ricostruita nel 1911.

## Immagini della chiesa fortificata di Bazna

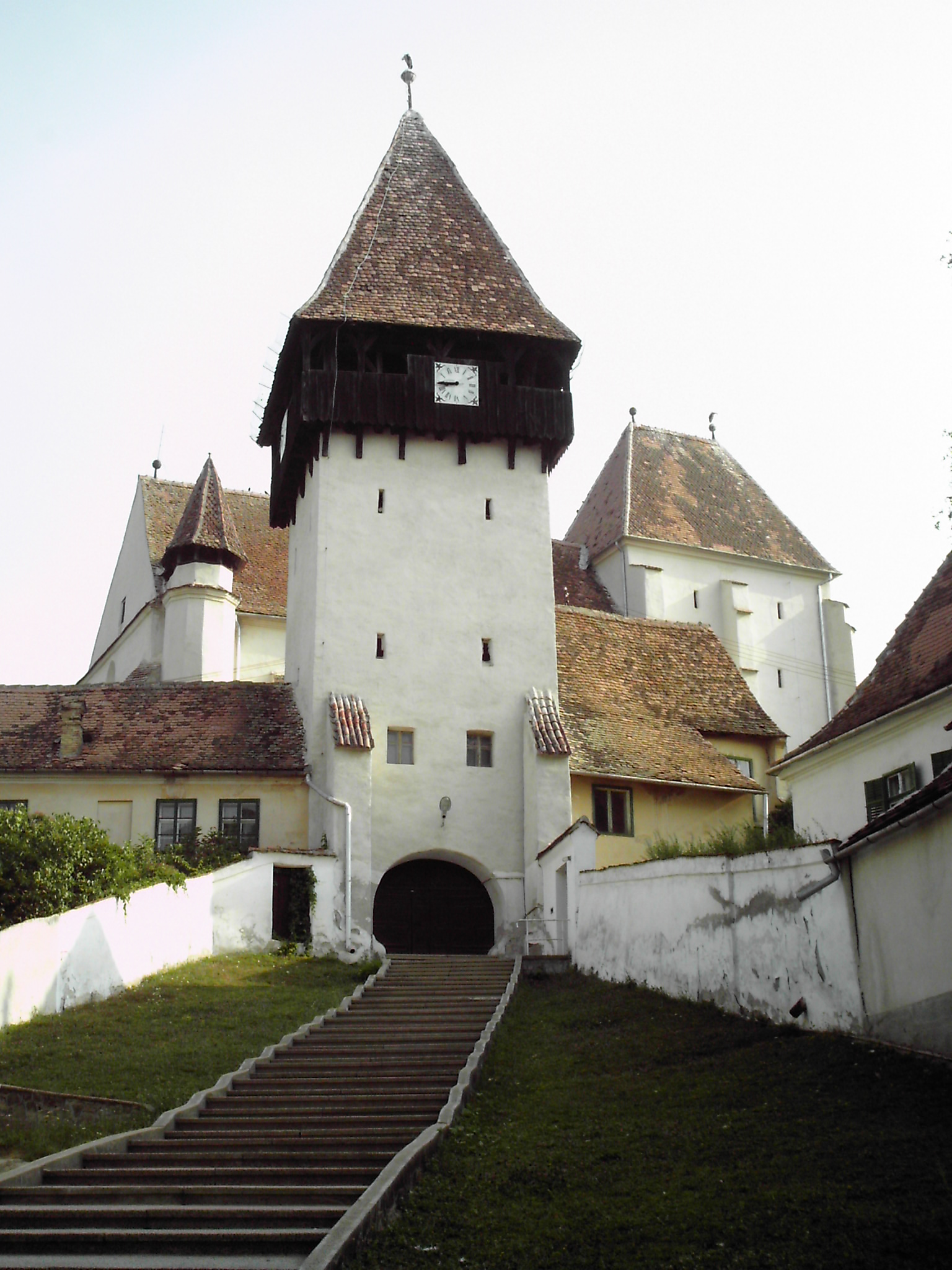
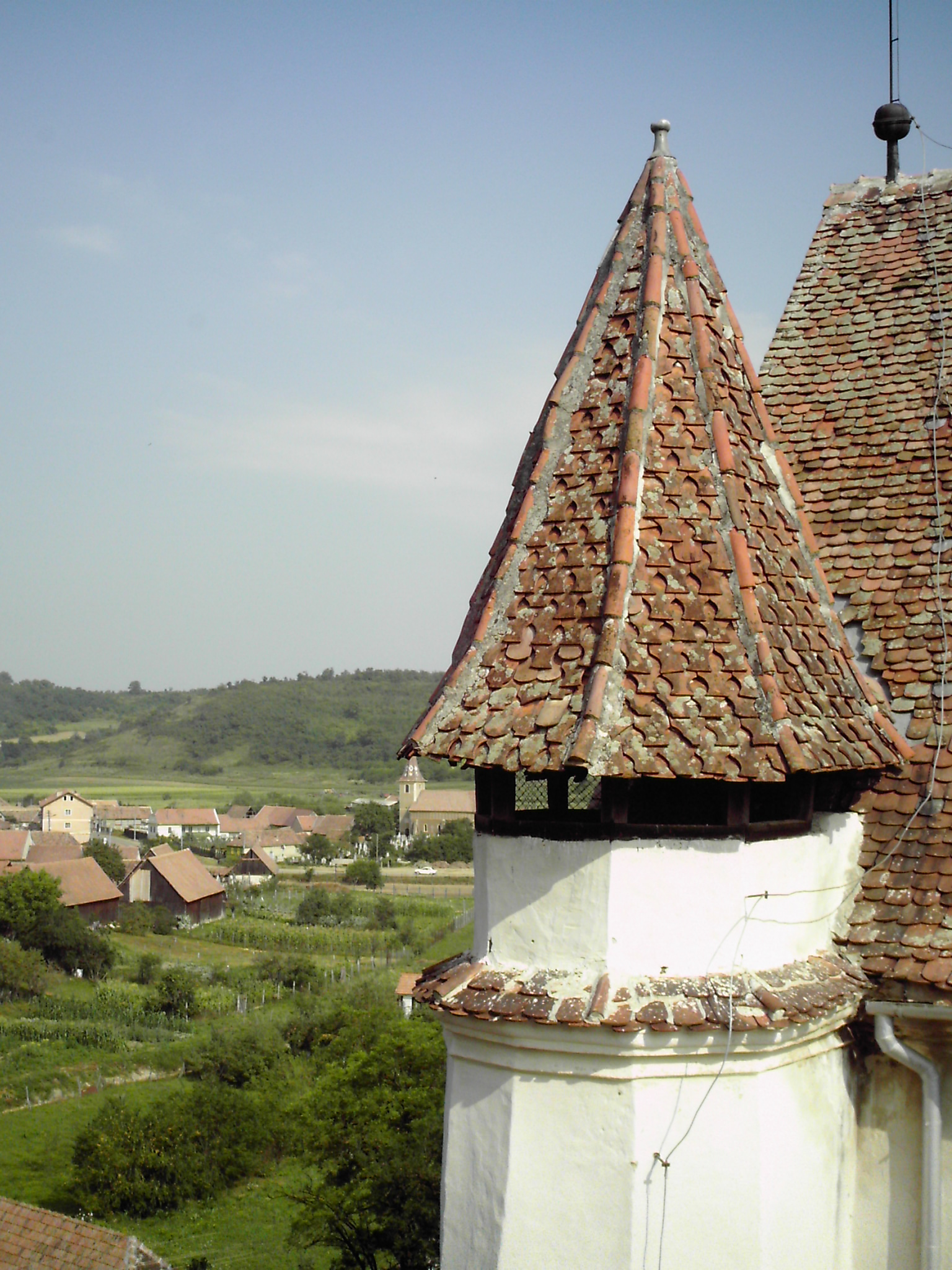